# Callum Au
Callum Au (* um 1990 in London) ist ein britischer Musiker (Posaune, auch Euphonium, Bassposaune, Arrangement, Komposition) des Modern Jazz.

## Leben und Wirken
Au wurde als Sohn einer schottischen Mutter und eines chinesischen Vaters geboren und verbrachte den größten Teil seines Jugend in Blackpool, wo sein Vater als Herzchirurg tätig war und er nach einer Ausbildung bei Posaunist Terry Reaney, der im auch Kniffe beim Arrangieren zeigte, in lokalen Bands spielte. 2005 wurde er Mitglied im National Youth Jazz Orchestra, in der von 2008 bis 2012 als Erster Posaunist wirkte. Au arrangierte insgesamt mehr als 100 Stücke für das NYJO.
Au studierte am Balliol College in Oxford Literae humaniores; auch hatte er eine führende Rolle in der Oxford University Big Band. Nach dem Studium zog er nach London, wo er inzwischen lebt und arbeitet. Mit seiner Callum Au Big Band nahm er 2012 das Album Something’s Coming auf. In den folgenden Jahren wirkte er weiterhin an Bigband-Aufnahmen von Reuben Fowler (Between Shadows), der Louis Dowdeswell Big Band, Echoes of Ellington (The Tattooed Bride) und Joe Stilgoe (The Heat Is On! Swinging the 80) mit. Auch gehört er zum Ronnie Scott’s Jazz Orchestra, mit dem er auf dem Cheltenham Festivalauftrat und für das er auch komponierte und arrangierte. Im Bereich des Jazz war er laut Tom Lord zwischen 2012 und 2018 an fünf Aufnahmesessions beteiligt. 2020 legte er mit der Sängerin Claire Martin das mit Bigband und 70-köpfigem Orchester aufgenommene Album Songs and Stories vor, für das er auch die Arrangements schrieb. Auch arrangierte er das Album High Score (2018) der Louis Dowdeswell Big Band. Als Arrangeur sieht er sich in der Nachfolge von Nelson Riddle, Johnny Mandel und Maria Schneider. Des Weiteren arbeitete er als Arrangeur und Orchesterleiter für zwei Filmmusiken, die Musicalverfilmung Cats (2019) und die Komödie A Royal Night – Ein königliches Vergnügen (2015); als Musiker trat er bei den BBC Proms (2012) auf. Als Studiomusiker ist er auf Aufnahmen von Matt Forbes, Beverley Knight, Jessie Ware und Anthony Strong zu hören.